# Deutsche Meisterschaften im Sommerbiathlon 2007
Die 9. Deutschen Meisterschaften im Sommerbiathlon 2007 wurden vom 7. bis 9. September in der Rennsteig-Arena Oberhof/Frankenhain ausgetragen. Die Wettbewerbe im Crosslauf wurden sowohl bei den Männern wie auch bei den Frauen in den Teildisziplinen Kleinkalibergewehr und Luftgewehr im Sprint, im Massenstart und einem Staffelwettbewerb ausgetragen. Die Staffeln wurden nach Bundesländern oder Regionen zusammengestellt.
Erfolgreichste Teilnehmerin war die Berlinerin Monika Liedtke, die drei der vier Einzeltitel gewann und einmal Vizemeisterin wurde. Zudem gewann sie mit den Staffeln einmal Silber und einmal Bronze und gewann damit sechs von sechs möglichen Medaillen. Bei den Männern gewann Frank Röttgen alle drei möglichen Titel in den Kleinkaliber-Wettkämpfen.

## Ergebnisse Frauenwettbewerbe
| Kleinkaliber            | Kleinkaliber      | Kleinkaliber                                          | Kleinkaliber                                     | Kleinkaliber                                        |
| ----------------------- | ----------------- | ----------------------------------------------------- | ------------------------------------------------ | --------------------------------------------------- |
| Datum                   | Disziplin         | Erster Platz                                          | Zweiter Platz                                    | Dritter Platz                                       |
| 7. September 2007 (Fr.) | Sprint, 3 km      | Monika Liedtke                                        | Nicole Kneller                                   | Stefanie Glöckner                                   |
| 8. September 2007 (Sa.) | Massenstart, 5 km | Monika Liedtke                                        | Nicole Kneller                                   | Stefanie Glöckner                                   |
| 9. September 2007 (So.) | 3 × 3 km          | Württemberg II Judith Wagner Annika Pfeil Andrea Pögl | Berlin Jeannine Hoppe Janet Franz Monika Liedtke | Sachsen Franziska Hartung Bettina Kempe Yvette Roch |

| Luftgewehr              | Luftgewehr        | Luftgewehr                                            | Luftgewehr                                           | Luftgewehr                                             |
| ----------------------- | ----------------- | ----------------------------------------------------- | ---------------------------------------------------- | ------------------------------------------------------ |
| Datum                   | Disziplin         | Erster Platz                                          | Zweiter Platz                                        | Dritter Platz                                          |
| 7. September 2007 (Fr.) | Sprint, 3 km      | Monika Liedtke                                        | Nicole Kneller                                       | Anette Stöcker                                         |
| 8. September 2007 (Sa.) | Massenstart, 5 km | Nicole Kneller                                        | Monika Liedtke                                       | Andrea Ziegler                                         |
| 9. September 2007 (So.) | 3 × 3 km          | Westfalen I Aura Sommer Gabi Greitmann Anette Stöcker | Württemberg Julia Baiker Vanessa Kluge Judith Wagner | Berlin I Jeannine Hoppe Ildiko Schiller Monika Liedtke |

## Ergebnisse Männerwettbewerbe
| Kleinkaliber            | Kleinkaliber      | Kleinkaliber                                     | Kleinkaliber                                                 | Kleinkaliber                                                  |
| ----------------------- | ----------------- | ------------------------------------------------ | ------------------------------------------------------------ | ------------------------------------------------------------- |
| Datum                   | Disziplin         | Erster Platz                                     | Zweiter Platz                                                | Dritter Platz                                                 |
| 7. September 2007 (Fr.) | Sprint, 4 km      | Frank Röttgen                                    | Stefan Leunig                                                | Robert Janikulla                                              |
| 8. September 2007 (Sa.) | Massenstart, 6 km | Frank Röttgen                                    | Wolfgang Kinzner                                             | Ralf Klauke                                                   |
| 9. September 2007 (So.) | 3 × 4 km          | Bayern I Nico Alt Wolfgang Kinzner Frank Röttgen | Sachsen-Anhalt Christoph Finze Tobias Schröder Steffen Jabin | Württemberg II Christian Lenk Alexander Görzen Tobias Giering |

| Luftgewehr              | Luftgewehr        | Luftgewehr                                              | Luftgewehr                                                   | Luftgewehr                                          |
| ----------------------- | ----------------- | ------------------------------------------------------- | ------------------------------------------------------------ | --------------------------------------------------- |
| Datum                   | Disziplin         | Erster Platz                                            | Zweiter Platz                                                | Dritter Platz                                       |
| 7. September 2007 (Fr.) | Sprint, 4 km      | Matthias Raab                                           | Tobias Giering                                               | Alexander Görzen                                    |
| 8. September 2007 (Sa.) | Massenstart, 6 km | Markus Giering                                          | Christian Lenk                                               | Christian Moser                                     |
| 9. September 2007 (So.) | 3 × 4 km          | Bayern I Matthias Raab Wolfgang Kinzner Christian Moser | Württemberg III Markus Giering Christian Lenk Tobias Giering | Bayern II Christian Fink Thomas Bauer Frank Röttgen |